# Lolo (film)
Pour les articles homonymes, voir Lolo.
Pour plus de détails, voir Fiche technique et Distribution.
Lolo est une comédie noire française réalisée par Julie Delpy et sortie en 2015.

## Synopsis
Violette est une femme parisienne divorcée hystérique et hypocondriaque du milieu de la mode, qui vit seule avec son fils Lolo, artiste peintre contemporain en herbe avec qui elle a une relation fusionnelle. Ses diverses tentatives pour retrouver un conjoint ne sont que des échecs. Alors qu'elle se trouve à Biarritz, elle se laisse aller un soir avec Jean-René, un informaticien qu'elle considère pourtant comme un provincial naïf et simplet. Mais l'idylle devient plus sérieuse au fil de ses vacances basques. Quand Jean-René part s'installer à Paris pour raison professionnelle, il va bientôt rencontrer Lolo, qui l'accueille avec une apparente grande ouverture d'esprit, à la satisfaction de Violette. Lorsque Jean-René s'installe chez Violette, les rapports de Jean-René et Lolo prennent une tournure plus compliquée. Jean-René est sur le point de livrer son logiciel de transactions boursières à ultra-haute fréquence à un grand groupe bancaire qui lui promet un avenir exceptionnel. Tout semble sourire à tout le monde, mais un grain de sable grippe les rouages.

## Fiche technique
- Titre : Lolo
- Réalisation : Julie Delpy
- Scénario : Julie Delpy et Eugénie Grandval
- Musique Originale : Mathieu Lamboley
- Supervision musicale : Matthieu Sibony (Schmooze)
- Montage : Virginie Bruant
- Photographie : Thierry Arbogast
- Décors : Emmanuelle Duplay
- Costumes : Pierre-Yves Gayraud
- Producteur : Michaël Gentile
- Production : The Film, France 2 Cinéma, Mars Films, Wild Bunch et Tempête sous un crâne, en association avec Cinémage 9
- Budget : 8 361 365 €[1]
- Distribution : Mars Distribution
- Pays :  France
- Durée : 99 minutes
- Genre : comédie noire
- Date de sortie :
  - France : 28 octobre 2015

## Distribution
- Vincent Lacoste : Éloi « Lolo », fils de Violette
- Julie Delpy : Violette, mère de Lolo
- Dany Boon : Jean-René Bravé, amoureux de Violette, père de Sabine
- Karin Viard : Ariane, la meilleure amie de Violette
- Élise Larnicol : Élisabeth
- Nicolas Wanczycki : le médecin de l'hôpital
- Karl Lagerfeld : lui-même
- Frédéric Beigbeder : lui-même
- Baptiste Giabiconi : lui-même (figuration)
- Ramzy Bedia : l'homme à l'Aston Martin
- Charlie Nune : la compagne de l'homme à l'Aston Martin
- Bertrand Burgalat : le médecin
- Michaël Darmon : le journaliste d'iTélé
- Georges Corraface : Sakis, l'amant grec d'Ariane
- Albert Delpy (non crédité) : un visiteur au musée
- Antoine Lounguine : Lulu, ami de Lolo
- Christophe Vandevelde : Gérard
- Christophe Canard : Patrick
- China Moses : Pat, la maquilleuse Kabuki
- Zoé Marchal : Sabine, la fille de Jean-René

## Production

### Tournage
Certaines scènes ont été tournées dans les studios de la Cité du cinéma de Luc Besson à Saint-Denis. La scène de la réception avec Karl Lagerfeld a été tournée à la station de métro Porte des Lilas, dédiée aux tournages des longs métrages.

## Musique
Sauf indication contraire, les informations mentionnées dans cette section peuvent être confirmées par le générique de fin de l'œuvre audiovisuelle présentée ici, ainsi que par la base de données cinématographiques IMDb,  présente dans la section « Liens externes ».
- Music to Watch Girls By (en) par Andy Williams de 1967.
- Plum Nuts par Etta James de 1960 (générique de fin).
- Theme from A Summer Place (en) par Percy Faith de 1959.
- Happy Crowd par Yodelice.
- City Life par Dan Gautreau.
- Kingston Town par UB40 de 1989.
- Chérie FM 94 Costa par Georges Costa et Michel Costa.
- Gypsy Rhythms par Chris Goulstone.
- Small Talk par Claudine Longet de 1968.
- Hey EH girl par Kathyjo Varco et Vincent Varco.
- Credit Rural de France par Sanjiv Sen.
- Anywhere Everywhere par Evgeny Bukreev.
- Late Sounds par Laurie Cottle.
- Do We Need par Slove de 2010.
- I'm a Freaking Star par Kandé Amadou et Owusu Afriyie.
- La Jetée par Chris Marker de 1962.
- Lost in My Bedroom par Sky Ferreira.
- Superstar par Aeroplane de 2010.
- L'Aziza par Daniel Balavoine de 1985.
- Eat my Shit par Sanjiv Sen.
- Cool Jazz par John Horler.
- Looking at Me par Cédric Gleyall.
- Over and Over (en) par Hot Chip de 2005.
- Le Village des damnés par Ron Goodwin de 1960.
- Le Beau Danube bleu par Johann Strauss de 1866 (chez Violette, Lolo et Jean-René se battent à coups de parapluies, puis à mains nues).
- Ti Sou Leei I Mana sou gia mena par Kostas Skarvelis.
- Promenons-nous dans les Bois.

### Bande originale
Musiques non mentionnées dans le générique
Par Mathieu Lamboley :
- Violette's Theme (Opening), durée : 1 min 3 s.
- Violette's Theme, durée : 1 min 45 s.
- Jean-René's Theme, durée : 46 s.
- Working Dance, durée : 51 s.
- Dîner, durée : 44 s.
- Beaubourg, durée : 39 s.
- Lullaby, durée : 31 s.
- Lolo Malefic II, durée : 42 s.
- Broken Arm, durée : 39 s.
- Itching Powder, durée : 21 s.
- The Real Story, durée : 2 min 19 s.
- Mystery, durée : 36 s.
- Happy Ending, durée : 1 min 17 s.
- Waiting Time, durée : 50 s.
- Christmas in Paris, durée : 1 min 28 s.

## Accueil

### Réception critique
Sur l'agrégateur américain Rotten Tomatoes, le film récolte 57 % d'opinions favorables pour 35 critiques. Sur Metacritic, il obtient une note moyenne de 50⁄100 pour 17 critiques.
Si Les Inrockuptibles donnent un avis plutôt positif bien qu'assez neutre, tout comme L'Express, L'Obs titrant « C'est raté », reste très critique, donnant la note de zéro étoile sur quatre, précisant que pour ce long métrage mélangeant différents personnages, « la fusion n'opère pas, et le film reste en kit, semblable à une liste d'intentions qui ne s'emboitent jamais. » Le Figaro, encore plus virulent dans sa critique, intitule ce film « le nanar de la semaine », reprochant que « la réalisatrice mélange comédie populaire et grossièreté ». Le Monde, sous la plume d'Isabelle Regnier, donne une note en dessous de la moyenne, tout comme Clément Ghys de Libération qui remarque que ce long métrage « ennuie », tandis qu'Isabelle Danel du magazine Première donne une note de deux sur quatre. En France, le site Allociné propose une note moyenne de 3,2⁄5 à partir de l'interprétation de critiques provenant de 24 titres de presse.

### Box-office
Malgré tout, les entrées la première semaine sont bonnes et le film réalise finalement plus de 900 000 entrées (906 840 exactement) devenant ainsi le plus gros succès de Julie Delpy en tant que réalisatrice en France.

## Analyse